# منزل كوفاليف
يعتبر منزل كوفاليف موضوعًا للتراث الثقافي الإقليمي لروسيا ، والذي يقع في مدينة آزوف في منطقة روستوف. تقع في شارع موسكوفسكايا وهي محمية بموجب القانون. 301 الذي نُشر في 18 نوفمبر 1992.

## تاريخ
في عام 1912 في مدينة آزوف، في منطقة روستوف، تم بناء المنزل المؤلف من طابقين على طول شارع موسكوفسكايا. يقع أمام متحف، وكان مالكها ومؤسسها إ. ج. كوفاليف.
مباشرة بعد بناء المنزل كان يضم متجرا تقنيا، حيث كان يمكن للمواطنين شراء أنواع مختلفة من السلع مثل المصابيح الكهربائية، مطاحن اللحوم، الجراموفونات، ساعات الحائط، وساعات الجيب، وأكياس قماش، والدراجات وآلات الخياطة وآلات طحن القهوة والأطباق. الطابق السفلي من المنزل كان قبو للنبيذ الروسي. المبنى في أوقات مختلفة من كيانه كان ينتمي إلى مؤسسات مختلفة للمدينة: كان هناك قسم لتسجيل الزواج
والولادات، كان هناك بنك الادخار وشركة تأمين سوفياتية. يعتبر منزل كوفاليف أحد المواقع القليلة في المدينة التي تم الحفاظ عليها خلال الحرب العالمية الثانية.